# Plei Kần
Plei Kần (còn viết là Plei Cần) là thị trấn huyện lỵ của huyện Ngọc Hồi, tỉnh Kon Tum, Việt Nam.

## Địa lý
Thị trấn Plei Kần có vị trí địa lý:
- Phía đông giáp huyện Đăk Tô
- Phía tây giáp xã Đăk Xú
- Phía nam giáp xã Đăk Kan
- Phía bắc giáp xã Đăk Nông.

Thị trấn Plei Kần có diện tích 28,96 km², dân số năm 2022 là 30.311 người, mật độ dân số đạt 1.046 người/km².

## Hành chính
Thị trấn Plei Kần được chia thành 7 tổ dân phố: 1 2, 3, 4, 5, 6, 7 và 4 thôn: 4, 5, 6, 7.

## Lịch sử
Ngày 7 tháng 10 năm 1991, Chính phủ ban hành Quyết định số 514-TCCP về việc thành lập thị trấn Plei Kần trên cơ sở một phần diện tích và dân số của xã Đăk Xú.
Ngày 2 tháng 2 năm 2015, Bộ Xây dựng ban hành Quyết định số 129/QĐ-BXD về việc công nhận thị trấn Plei Kần mở rộng (bao gồm thị trấn Plei Kần và các thôn Chiên Chiết, Đắk Tang, Ke Joi, Xuân Tân thuộc xã Đắk Xú) đạt tiêu chuẩn đô thị loại IV.

## Giao thông
- Quốc lộ 40
- Đường Phạm Văn Đồng
- Đường Nguyễn Văn Linh
- Đường A Ninh
- Đường Trần Dũng
- Đường Chu Văn An
- Đường Lê Hữu Trác
- Đường Nguyễn Huệ
- Đường Nguyễn Khuyến
- Đường U Re
- Đường Phạm Ngũ Lão
- Đường Nguyễn Tri Phương
- Đường Nguyễn Trãi
- Đường Hùng Vương
- Đường Hoàng Văn Thụ
- Đường Trần Phú
- Đường Trần Hưng Đạo.